# 마이크로소프트 오피스 2016
마이크로소프트 오피스 2016(영어: Microsoft Office 2016, 코드명 오피스 16)은 마이크로소프트 오피스 2013의 차기버전이다. 2015년 9월 22일 출시되었다. 윈도우 7, 윈도우 8, 윈도우 8.1, 윈도우 서버 2008 R2, 윈도우 서버 2012, 윈도우 서버 2012 R2를 지원하는 마지막 버전이며, 2025년 10월 14일에 확장 지원이 종료될 예정이다.

## 역사 및 개발
2015년 3월 개발자를 대상으로한 프리뷰가 출시되었고, 2015년 5월 4일 일반 사용자용 미리보기가 출시되었다. 2015년 9월 22일, 정식 출시되었다.

## 새로운 기능
- DPI 향상[4]
- 실시간 협업 향상[5]
- 맥용 마이크로소프트 오피스 2016과 통합
- 어두운 테마 추가 (버전 업데이트 후, 사용 가능)

## 변경 사항
- 마이크로소프트 인포패스가 삭제되었다.

## 시스템 요구 사항
개별 마이크로소프트 오피스 2016 응용 프로그램은 다음의 사항을 요구하며, 일부 제품은 별도의 추가적인 요구 사항을 포함할 수 있다.
| 항목        | 요구 사항 |
| ----------- | --- |
| CPU         | 1GHz 이상의 클럭 속도 SSE2를 지원하는 x86 및 AMD64 아키텍처                                                                      |
| RAM         | x86: 1GB 이상 AMD64: 2GB 이상 |
| HDD         | 3GB 이상의 여유 디스크 공간 |
| 모니터      | 1024×600 이상의 해상도를 지원하는 모니터                                                                                         |
| 그래픽 카드 | DirectX 10 호환 그래픽 카드 |
| 운영 체제   | - 윈도우 7 - 윈도우 서버 2008 R2 - 윈도우 8 - 윈도우 서버 2012 - 윈도우 8.1 - 윈도우 서버 2012 R2 - 윈도우 10 - 윈도우 서버 2016 |
| 소프트웨어  | 닷넷 프레임워크 3.5, 4.0, 4.5 |

## 에디션
|                                | 일반 에디션                    | 일반 에디션              | 일반 에디션                | 일반 에디션                       | 일반 에디션      | 오피스 365용 에디션 | 오피스 365용 에디션 | 오피스 365용 에디션 | 오피스 365용 에디션 |
| 홈 앤 스튜던트 (리테일 및 OEM) | 홈 앤 비즈니스 (리테일 및 OEM) | 스탠다드 (볼륨 라이선스) | 프로페셔널 (볼륨 라이선스) | 프로페셔널 플러스 (볼륨 라이선스) | 퍼스널           | 홈                  | 비즈니스            | 비즈니스 프리미엄   |                     |
| ------------------------------ | ------------------------------ | ------------------------ | -------------------------- | --------------------------------- | ---------------- | ------------------- | ------------------- | ------------------- | ------------------- |
| 최대 사용 인원                 | 1명                            | 1명                      | 1명                        | 계약에 따라 다름                  | 계약에 따라 다름 | 1명                 | 5명                 | 300명               | 300명               |
| 마이크로소프트 워드            | 예                             | 예                       | 예                         | 예                                | 예               | 예                  | 예                  | 예                  | 예                  |
| 마이크로소프트 엑셀            | 예                             | 예                       | 예                         | 예                                | 예               | 예                  | 예                  | 예                  | 예                  |
| 마이크로소프트 파워포인트      | 예                             | 예                       | 예                         | 예                                | 예               | 예                  | 예                  | 예                  | 예                  |
| 마이크로소프트 원노트          | 예                             | 예                       | 예                         | 예                                | 예               | 예                  | 예                  | 예                  | 예                  |
| 마이크로소프트 아웃룩          | 아니요                         | 예                       | 예                         | 예                                | 예               | 예                  | 예                  | 예                  | 예                  |
| 마이크로소프트 액세스          | 아니요                         | 아니요                   | 아니요                     | 예                                | 예               | 예                  | 예                  | 예                  | 예                  |
| 마이크로소프트 퍼블리셔        | 아니요                         | 아니요                   | 예                         | 예                                | 예               | 예                  | 예                  | 아니요              | 아니요              |
| 마이크로소프트 셰어포인트      | 아니요                         | 아니요                   | 아니요                     | 아니요                            | 아니요           | 아니요              | 아니요              | 아니요              | 예                  |
| 비즈니스용 스카이프            | 아니요                         | 아니요                   | 아니요                     | 아니요                            | 예               | 아니요              | 아니요              | 아니요              | 예                  |